# Periphyllus aceriphaga
Periphyllus aceriphaga är en insektsart som beskrevs av Chakrabarti och Sukheshwar Mandal 1987. Periphyllus aceriphaga ingår i släktet Periphyllus och familjen långrörsbladlöss. Inga underarter finns listade i Catalogue of Life.